# Equitable Life Building
Het Equitable Life Building was een kantoorgebouw in New York aan Broadway. Het gebouw opende zijn deuren in 1870 en was ontworpen door Arthur D. Gilman en Edward H. Kendall in de Second Empirestijl. Het was het eerste kantoorgebouw met liften voor personen. De liften waren ontworpen door Elisha Otis. Met zijn hoogte van veertig meter wordt het gebouw wel beschouwd als de eerste wolkenkrabber ter wereld.
Op 9 januari 1912 brandde het gebouw uit. Door de extreme kou bevroor het bluswater op de gevel. Zes mensen kwamen bij de brand om het leven. In 1915 werd op dezelfde plaats het nieuwe Equitable Building geopend.

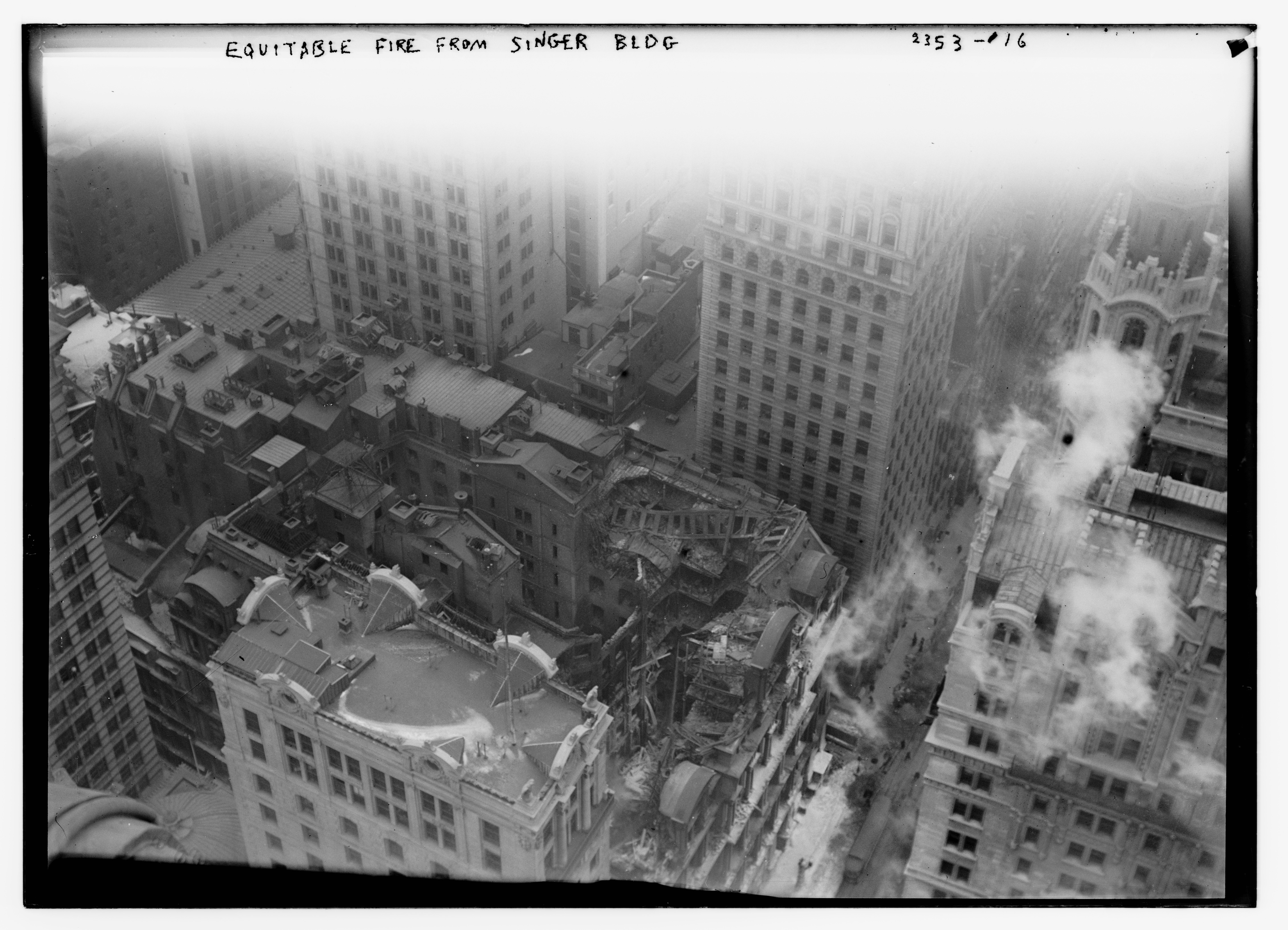
Het afgebrande Equitable Life Building vanuit het Singer Building.